# 皇統
皇統（1141年正月—1149年十二月）是金熙宗的第二個年号，共9年。

## 大事记
天眷四年（1141年）正月十三日（癸丑；陽曆2月21日），金熙宗改元皇統。
皇統元年，即南宋紹興十一年（1141年）十月，南宋向金稱臣。宋派魏良臣赴金，提出紹興和議；十一月，金派蕭毅，邢具瞻為審議使，隨魏良臣來宋，提出和議條件。最後雙方達成了和議，內容大體如下：
宋向金稱臣，金冊封宋康王趙構為皇帝；東以淮河中流為界，西以大散關（在今陝西寶雞西南）為界，南屬宋，北屬金，割唐州（今河南唐河）、鄧州（今河南鄧州），以及商州（今陝西商縣）、秦州（今甘肅天水）的大半予金；宋每年向金納貢銀、絹各二十五萬兩、匹（「歲貢」，《隆興和議》後改稱「歲幣」），從皇統二年開始，每年春季送至泗州交納。
皇統九年（1150年）十二月十五日（丁巳；西曆1月9日），海陵王完顏亮等人弑熙宗，並奪權即位。十七日（己未；西曆1月11日），大赦，改皇統九年為天德元年。天德元年只有不到一個月的時間。1150年為天德二年。

## 纪年
| 皇統 | 元年   | 二年   | 三年   | 四年   | 五年   | 六年   | 七年   | 八年   | 九年   |
| ---- | ------ | ------ | ------ | ------ | ------ | ------ | ------ | ------ | ------ |
| 公元 | 1141年 | 1142年 | 1143年 | 1144年 | 1145年 | 1146年 | 1147年 | 1148年 | 1149年 |
| 干支 | 辛酉   | 壬戌   | 癸亥   | 甲子   | 乙丑   | 丙寅   | 丁卯   | 戊辰   | 己巳   |

## 其他政权同期使用的年号
- 中國
  - 紹興（1131年－1162年）：宋—宋高宗趙構之年號
  - 康國（1134年－1143年）：西遼—遼德宗耶律大石之年號
  - 咸清（1144年－1150年）：西遼—感天后蕭塔不煙之年號
  - 大慶（1140年－1143年）：西夏—夏仁宗李仁孝之年號
  - 人慶（1144年－1148年）：西夏—夏仁宗李仁孝之年號
  - 天盛（1149年－1169年）：西夏—夏仁宗李仁孝之年號
  - 天興（1147年）：金朝時期—熬羅孛極烈之年號
  - 廣運（1138年－1147年）：大理—段正嚴之年號
  - 永貞（1147年－1148年）：大理—段正興之年號
  - 大寳（1149年－1156年）：大理—段正興之年號
- 越南
  - 大定（1140年－1162年）：李朝—李天祚之年號
- 日本
  - 保延（1135年－1141年）：崇德天皇之年號
  - 永治（1141年－1142年）：崇德天皇與近衛天皇之年號
  - 康治（1142年－1144年）：近衛天皇之年號
  - 天養（1144年－1145年）：近衛天皇之年號
  - 久安（1145年－1151年）：近衛天皇之年號

## 深入閱讀
- 李崇智. . 北京: 中華書局. 2004年12月. ISBN 7101025129.
- 鄧洪波. . 臺北: 國立臺灣大學東亞經典與文化研究計劃. 2005年3月  [2022-01-03]. ISBN 9789860005189. （原始内容 (pdf)存档于2007-08-25）.